# Pobles indígenes de Xile

Mapa dels pobles indígenes

Els pobles indígenes de Xile són la part de la població d'aquest país que es declara o reconeix com a indígena (o com diuen allí "originaris) i que no és plenament crioll o europeu, encara que en alguns casos els indígenes estan barrejats amb criolls. No havien gaudit mai de cap reconeixement fins a la promulgació de la llei 19253 de 5 d'octubre de 1993, que va reconèixer com a pobles indígenes de Xile als aimares, atacamenys, quítxuas, maputxes, rapanuis, kolla, yamana, kawashkar i "altres ètnies del nord del país".
La llista de pobles indígenes és la següent:
- Aimara
- Aonikenk
- Atacamenys (o Licanantay)
- Caucahué, extingits
- Changos, extingits
- Chiquiyanes, extingits
- Chonos, extingits
- Cuncos, extingits
- Diaguita (Diaguita Huacoaltinos)
- Huillitxes
- Kawésqar o kawashkar
- Kolla
- Maputxe
- Picunxes, extingits
- Poyes, extingits
- Pueltxes
- Quítxues
  - günnün-a-künna, extingits a Xile
- Rapanuis (o Pasquencs)
- Selknam, extingits a Xile
- Yamana o Yagán, extingits a Xile

Plantilla:Indígenes de Sud-amèrica